# Basic PDP-1 LISP
Basic PDP-1 LISP est une implémentation du langage de programmation Lisp pour machines PDP-1 développée par L. Peter Deutsch publiée en 1963, et dérivée de l'implémentation de l'IBM 7090.
Cette implémentation est l'ancêtre commun des implémentations ultérieures de LISP sous PDP-6 et PDP-10, puis de MacLisp, et également l'une des plus influentes dans l'évolution initiale du Lisp.